# Września-Południe (gmina)
Września-Południe – dawna gmina wiejska istniejąca w latach 1934–1954 w powiecie wrzesińskim, województwie poznańskim (dzisiejsze województwo wielkopolskie). Siedzibą władz gminy było miasto Września, które jednak nie wchodziło w jej skład (gmina miejska).

## Historia
Gmina zbiorowa Września-Południe została utworzona 1 sierpnia 1934 w województwie poznańskim z dotychczasowych jednostkowych gmin wiejskich: Bardo, Bierzglin, Bierzglinek, Gozdowo, Kaczanowo, Nowawieś Królewska, Obłaczkowo, Otoczna, Podwęgierki, Sołeczno i Węgierki (oraz z obszarów dworskich położonych na tych terenach, lecz nie wchodzących w skład gmin). 
W czasie II wojny światowej pod administracją niemiecką. Po wojnie gmina zachowała przynależność administracyjną. Według stanu z dnia 1 lipca 1952 gmina składała się z 14 gromad: Bardo, Bierzglin, Chocicza Mała, Chwalibogowo, Gozdowo, Gutowo Wielkie, Kaczanowo, Kleparz, Nowawieś Królewska, Obłaczkowo, Otoczna, Przyborki, Sołeczno i Węgierki. Gmina została zniesiona 29 września 1954 wraz z reformą wprowadzającą gromady w miejsce gmin.
Jednostki nie przywrócono 1 stycznia 1973 po reaktywowaniu gmin, powstała jednak gmina Września, obejmująca obszary dawnych gmin Września-Południe i Września-Północ.